# مارك كانينج (دبلوماسي)
مارك كانينج (بالإنجليزية: Mark Canning)‏ هو دبلوماسي بريطاني، ولد في 15 ديسمبر 1954.